# Kachaber Mżawanadze
Kachaber Mżawanadze (ur. 2 października 1978 w Kobuleti) – Gruziński piłkarz, grający w Interze Baku. Występuje na pozycji obrońcy.